# 普熱姆庫夫
普熱姆庫夫是波蘭的城鎮，位於該國西南部，距離首府弗罗茨瓦夫97公里，由下西里西亞省負責管轄，面積5.64平方公里，最高點海拔高度132米，2006年人口6,551。

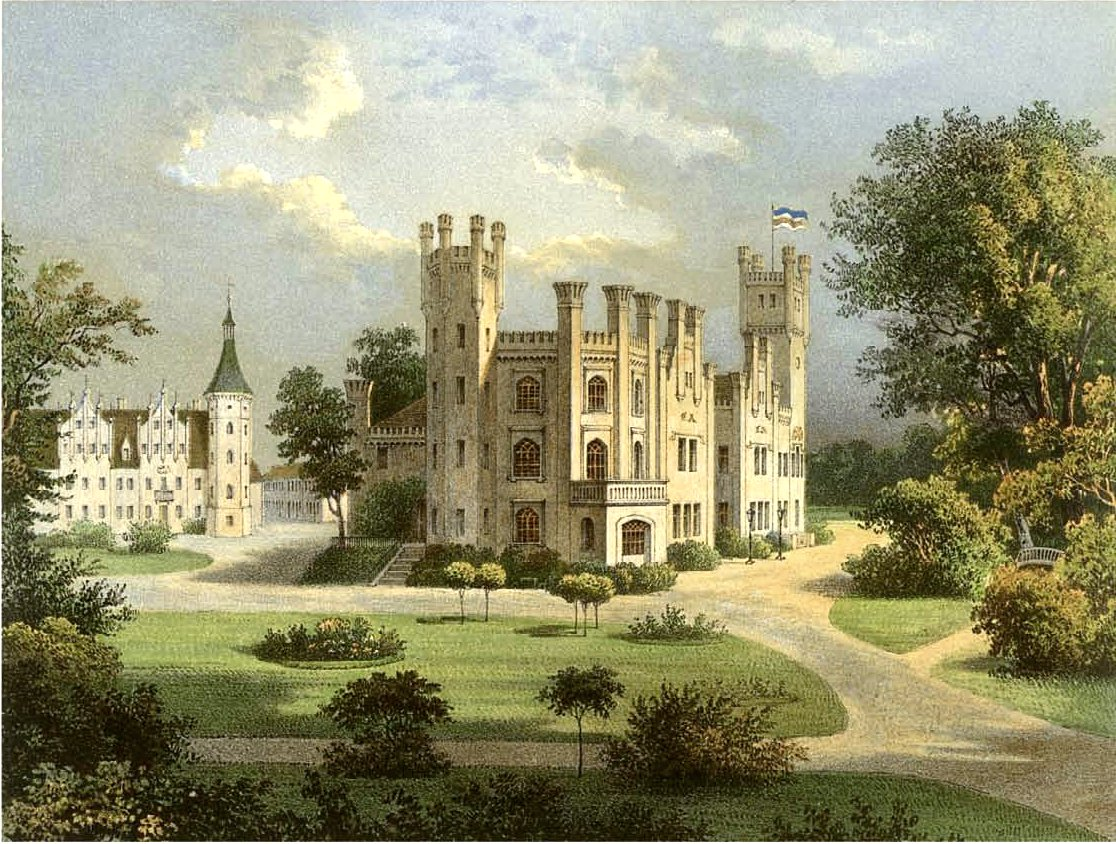
Palace Primkenau around 1860, Edition by Alexander Duncker

51°31′N 15°48′E / 51.517°N 15.800°E